# Phyxium
Phyxium is een kevergeslacht uit de familie van de boktorren (Cerambycidae). De wetenschappelijke naam van het geslacht werd voor het eerst geldig gepubliceerd in 1864 door Pascoe.

## Soorten
Phyxium omvat de volgende soorten:
- Phyxium bufonium Pascoe, 1864
- Phyxium ignarum Pascoe, 1864
- Phyxium lanatum Fauvel, 1906
- Phyxium loriai Breuning, 1943
- Phyxium papuanum Breuning, 1943
- Phyxium scorpioides Pascoe, 1864